# 山内ジャンクション
山内ジャンクション（サンネジャンクション）は大韓民国大田広域市東区にある統営-大田・中部高速道路（35号線）と大田南部循環高速道路（300号線）を結ぶジャンクションである。

## 接続する路線

### 河南・統営方面
- 統営-大田・中部高速道路（20番）、大田南部循環高速道路（6番）（重複区間）

## 隣
統営-大田・中部高速道路
- 南大田IC - 山内JCT - 板岩IC

大田南部循環高速道路
- 安永IC - 山内JCT- 板岩IC（中部高速道路との重複区間）